# NGC 3088
NGC 3088 este o galaxie lenticulară situată în constelația Leul. A fost descoperită în 12 martie 1784 de către William Herschel.